# 카라어
카라어는 오스트로네시아어족의 언어로, 파푸아뉴기니의 뉴아일랜드섬에서 5000명의 사람이 사용한다(1998년).